# Estação Tamanduateí (RFFSA)
A Estação Tamanduateí, originalmente conhecida como Parada Vemag/Studebaker, foi uma estação ferroviária no bairro de Vila Carioca, subdistrito de São Paulo, que pertencia à Linha 10–Turquesa do Trem Metropolitano de São Paulo. Ela foi inaugurada em 25 de outubro de 1947 pela Estrada de Ferro Santos-Jundiaí e desativada em 21 de setembro de 2010 pela CPTM, sendo substituída pela atual Estação Tamanduateí, com integração à Linha 2–Verde.

## História

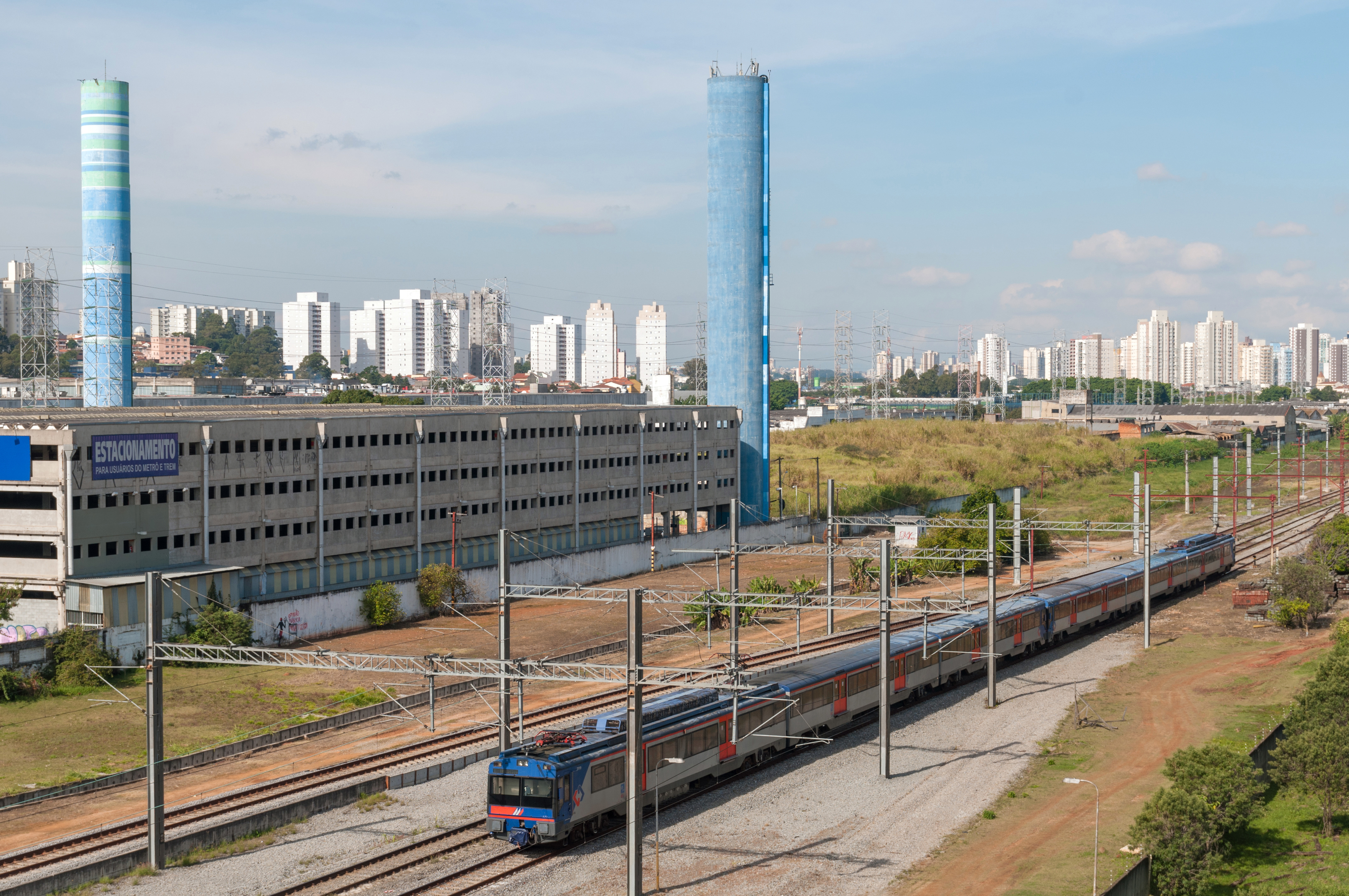
Área da antiga Estação Tamanduateí, após a demolição do prédio

Após a Segunda Guerra Mundial, o Brasil passou a incentivar a nacionalização da indústria automobilística. Assim, o estado de São Paulo (que detinha na época uma infraestrutura capaz de receber essa indústria) foi o destino de muitas multinacionais do ramo automobilístico. Essas empresas, aproveitando-se da Rodovia Ancheita e da Estrada de Ferro Santos a Jundiaí, instalaram-se nos arredores desses corredores, mais notadamente na região do ABC paulista. A Distribuidora de Automóveis Studebaker Ltda., fundada em 1945, instalou-se nos arredores do quilômetro 70 da Estrada de Ferro Santos–Jundiaí (entre as estações São Caetano e Ipiranga) e dedicou-se inicialmente à montagem de veículos da marca americana homônima e de outras como Studebaker, Massey Harris, Scania Vabis, Kenworths e Ferguson em regime SKD/CKD. O crescimento da produção motivou a contratação de um número cada vez maior de operários, cuja mobilidade era dificultada pela distância entre a fábrica e a Estação Ipiranga. Motivada pela demanda crescente originada pela fábrica, a Santos–Jundiaí cria a Parada Studebaker, constituída de duas plataformas laterais e utilizada apenas nos turnos de entrada e saída da fábrica. Apesar de a parada constar das tabelas de horário da Santos–Jundiaí, ela não apareceu nos mapas até 1964, quando foi elevada à categoria de estação.
Na década de 1950, a Studebaker mudou sua denominação para Veículos e Máquinas Agrícolas S.A (Vemag) e iniciou um processo de conversão de sua planta industrial para tornar-se fabricante de automóveis sob licença da empresa alemã DKW. O crescimento da Vemag atraiu para a região dezenas de pequenas indústrias fornecedoras de autopeças, lubrificantes e combustíveis, consolidando aquela região como uma área industrial. Assim, a pequena parada passou a ser cada vez mais utilizada, até ser elevada à condição de estação regular de passageiros, em 1964, quando foram inauguradas novas instalações.
Após o fechamento da Vemag, em 1967, a Estação Vemag foi renomeada Tamanduateí, embora o nome antigo tenha sido empregado pelas empresas da região e pela mídia até meados da década de 1970. Desde sua criação, a estação sofreu com as enchentes do Rio Tamanduateí, que por vezes interromperam o tráfego de trens. Aos poucos, as instalações da estação tornaram-se defasadas e já não atendiam às modernas normas de acessibilidade, sendo prevista a remodelação da estação.
A estação manteve o serviço de Ponte Orca com a Estação Sacomã do Metrô até seu fechamento.

## Características
| Sigla | Estação     | Inauguração           | Integração               | Plataformas | Posição    | Notas                                      |
| ----- | ----------- | --------------------- | ------------------------ | ----------- | ---------- | ------------------------------------------ |
| TMD   | Tamanduateí | 25 de outubro de 1947 | Bilhete Único da SPTrans | Laterais    | Superfície | Inicialmente uma parada Demolida pela CPTM |

## Diagrama da estação

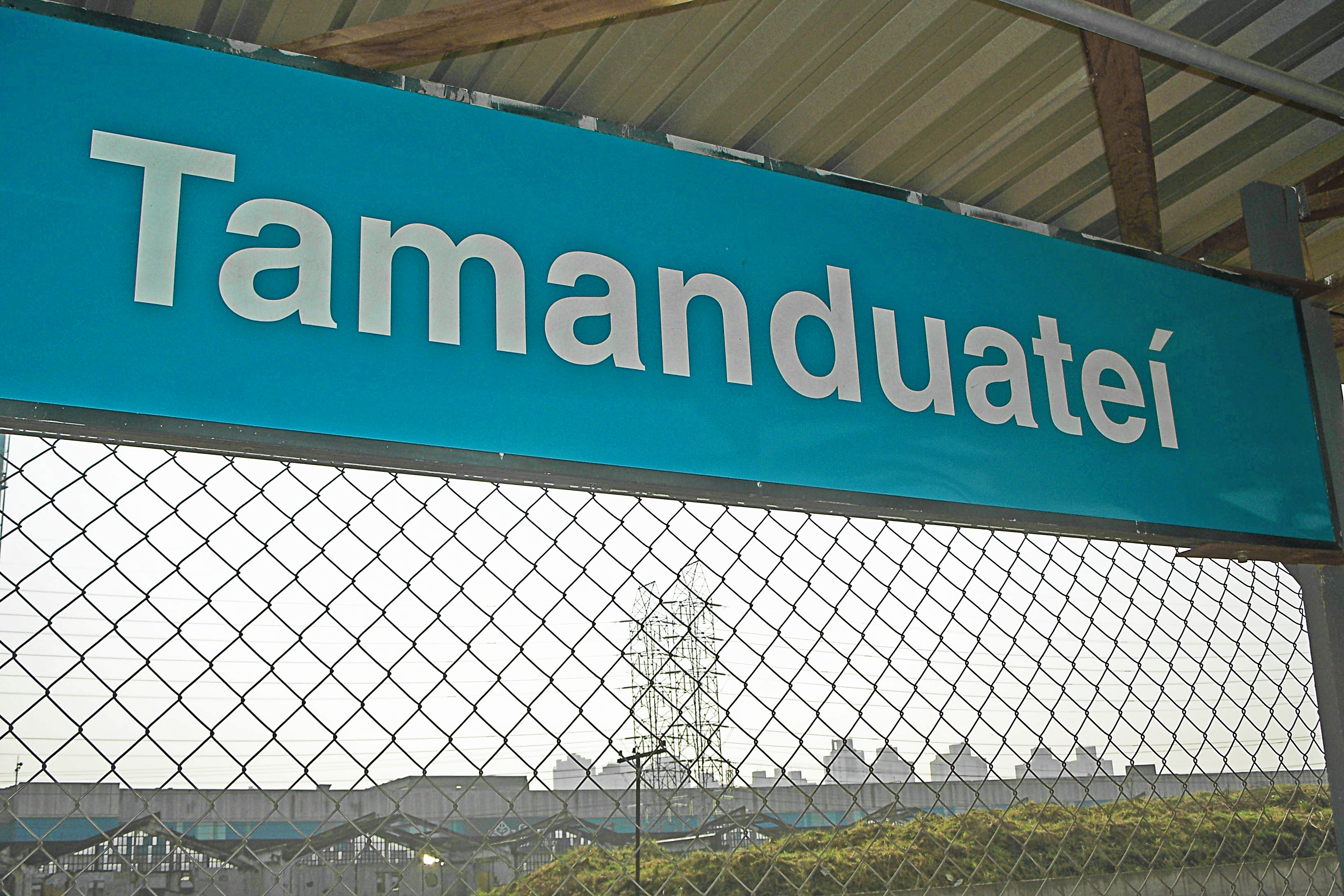
Placa na antiga estação Tamanduateí

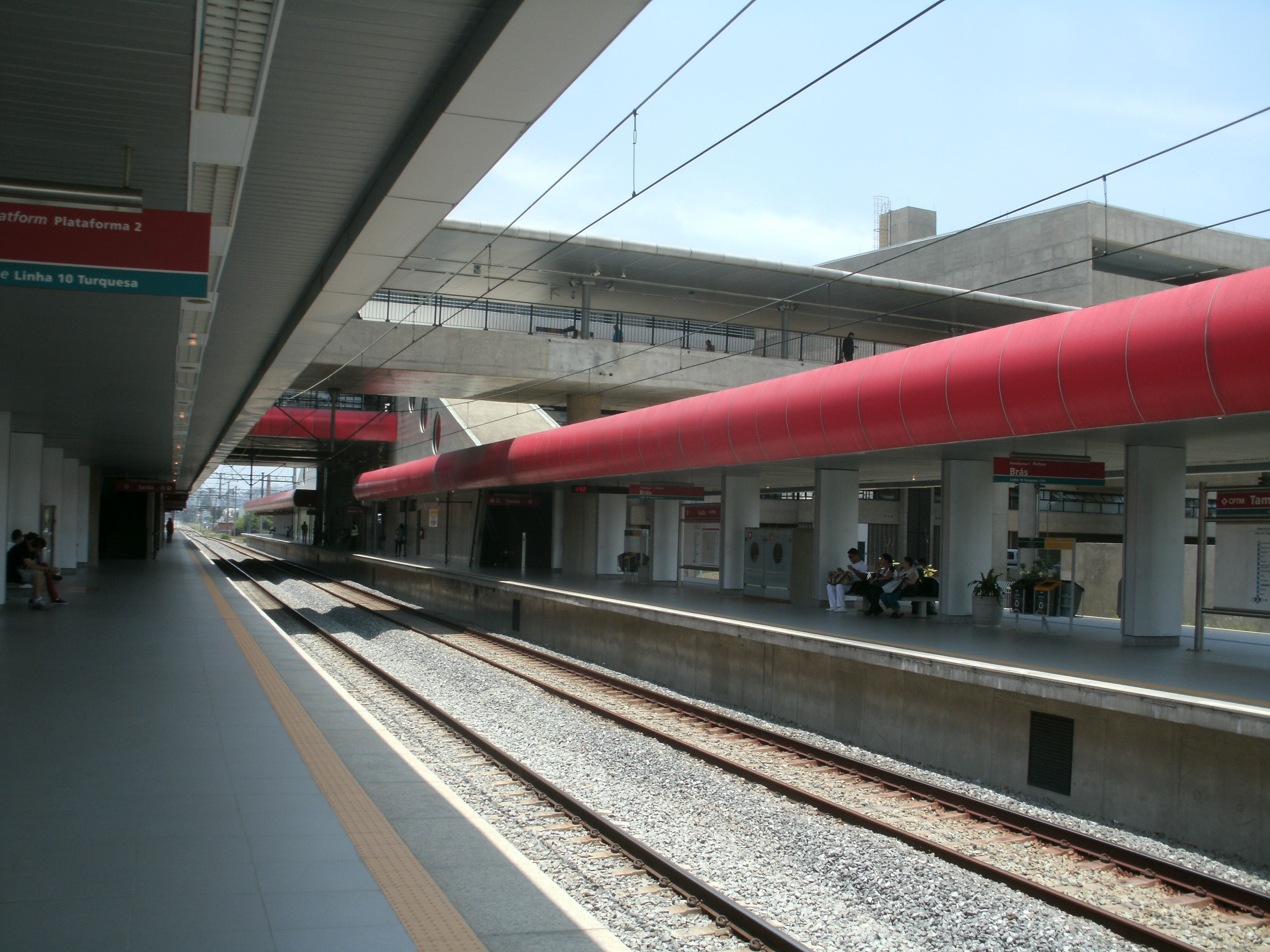
Plataforma da Linha 10 na nova estação

| 1 |

|  | ↑ a ↑ |

|  | ↕ b ↕ |

|  | ↓ c ↓ |

| 2 |

| 1 |

|  | ↑ a ↑ |

|  | ↕ b ↕ |

|  | ↓ c ↓ |

| 2 |

| 1 |

|  | ↑ a ↑ |

|  | ↕ b ↕ |

|  | ↓ c ↓ |

| 2 |

| 1 |

|  | ↑ a ↑ |

|  | ↕ b ↕ |

|  | ↓ c ↓ |

| 2 |